# Mageina Tovah
Mageina Tovah (ur. 26 lipca 1979 w Honolulu) – amerykańska aktorka.

## Filmografia
- Reflections of Evil (2002) jako Nevermore
- Joan z Arkadii (Joan of Arcadia, 2003–2005) jako Glynis Figliola
- Hope Abandoned (2003) jako pokojówka
- Piżama party (Sleepover, 2004) jako dziewczyna przy telefonie
- Do Geese See God? (2004) jako Rose Vendor
- SpongeBob Kanciastoporty (The SpongeBob SquarePants Movie, 2004) jako bileterka
- Spider-Man 2 (2004) jako Ursula Ditkovich
- Zatrute źródło (Waterborne, 2005) jako Lillian
- Miłość na zamówienie (Failure to Launch, 2006) jako baristka
- Dark Heart (2006) jako Jessica
- Skradziony notes (Bickford Shmeckler's Cool Ideas, 2006) jako Sam
- Spider-Man 3 (2007) jako Ursula Ditkovich